# Trichomanes griffithii
Trichomanes griffithii là một loài dương xỉ trong họ Hymenophyllaceae. Loài này được Panigrahi mô tả khoa học đầu tiên năm 1975.
Danh pháp khoa học của loài này chưa được làm sáng tỏ. 